# 开萼鼠尾草
开萼鼠尾草（学名：Salvia bifidocalyx）是唇形科鼠尾草属的植物，是中国的特有植物。分布于中国大陆的云南等地，生长于海拔3,500米的地区，常生于石山上，目前尚未由人工引种栽培。